# Tzasélabo
Tzasélabo (em grego medieval: Τζασελάβος; romaniz.: Tzaselábos; possivelmente Česlav/Časlav em eslavo) foi búlgaro do século IX, ativo sob o cã Bóris I (r. 852–889). Aparece em 886, quando recebeu a sugestão do cã para aceitar o apóstolo eslavo Angelário em sua casa. Apesar de ter concordado com a ideia, relacionou-se pouco com o apóstolo, foi faleceria em seguida.